# Ransdorf
Die Ortschaft Ransdorf ist eine Rotte der niederösterreichischen Gemeinde Lichtenegg.

## Geografie
Ransdorf befindet sich in der Buckligen Welt (südliches Niederösterreich, Bezirk Wiener Neustadt-Land) auf einer Seehöhe von ca. 724 m. Die Ortschaft liegt 6 km von der Bundesstraße 55 entfernt (Kreuzung bei Weißes Kreuz). Die Verkehrsanbindung ist über die A2, Ausfahrt Krumbach, gegeben.

### Nachbarorte
Angrenzend an die Ortschaft Ransdorf befinden sich die Rotten Amlos und Purgstall (Gemeinde Lichtenegg) sowie der Ort Wiesfleck (Gemeinde Thomasberg).

## Geschichte
Vor Christi Geburt war das Gebiet Teil des keltischen Königreiches Noricum und gehörte zur Umgebung der keltischen Höhensiedlung Burg auf dem Schwarzenbacher Burgberg, welche Hauptort für das gesamte Nord-Ost-Norikum war. Später unter den Römern gehörte das heutige Ransdorf dann zur Provinz Pannonia.
Die Häuser des Ortes waren früher mit den umliegenden Siedlungen als Amt Lichtenegg zusammengefasst. Die Herrschaft Kirchschlag und die Herrschaft des Stifts Neukloster verfügten hier über behauste Untertanen und Grundholde. Von 1824 bis 1972 wurde in Ransdorf Schulunterricht erteilt. Nach der Übersiedlung der Schule in den Zentralort Lichtenegg wurde das Gebäude für verschiedenste Zwecke genutzt. Im Jahr 1996 wurde dann das ehemalige Schulgebäude renoviert und das RIZ Gründerzentrum Bucklige Welt zog ein.

## Kultur und Sehenswürdigkeiten
- Kapelle „Maria Schmerzen“; die Dorfkapelle wurde 1957 nach Plänen von August Glatz errichtet. Teile der Einrichtung sind in neobarocker Manier. Das Vortragskreuz stammt aus dem Jahr 1880 und wurde von der alten Dorfkapelle übernommen.
- Steinbruchstadl; dieser Stadl ist hauptsächlich Veranstaltungsort für das Steinbruchfest und das Oktoberfest der ortsansässigen Freiwilligen Feuerwehr.

### Spielplatz
Im Ortszentrum wurde von der Gemeinde ein öffentlicher Kinderspielplatz angelegt.

### Regelmäßige Veranstaltungen
- Feuerwehrball (jeweils am Samstag vor Aschermittwoch)
- Steinbruchfest (jeweils am ganzen 2. Juni-Wochenende)
- Dorffest (jeweils am 15. August)
- Oktoberfest (jeweils am 2. Samstag im Oktober)